# Петар Іванов (футболіст)
Петар Іванов (болг. Петър Иванов, нар. 29 червня 1903, Ямбол — пом. 18 січня 1968) — болгарський футболіст, який грав на позиції воротаря. Відомий за виступами у складі клубу «Левскі», та у складі збірної Болгарії.

## Футбольна кар'єра
Петар Іванов народився в Ямболі, та розпочав виступи на футбольних полях у 1920 році в складі клубу «Левскі» з Софії, в якому грав аж до закінчення виступів на футбольних полях у 1934 році. У складі команди швидко став основним воротарем, та був у її складі чотириразовим переможцем софійської футбольної ліги, та дворазовим переможцем столичного футбольного кубку. У 1924 році зіграв 2 матчі у складі збірної Болгарії, зокрема захищав її ворота у єдиному матчі на Олімпійських іграх 1924 року зі збірною Ірландії, та грав у товариському матчі зі збірною Австрії.
Помер Петар Іванов у 1968 році.